# محوطه شهرک قدیم مهماندوست
محوطه شهرک قدیم مهماندوست مربوط به سده‌های اولیه دوران‌های تاریخی پس از اسلام است و در شهرستان دامغان، بخش مرکزی، دهستان دامنکوه، روستای مهماندوست واقع شده و این اثر در تاریخ ۲۶ اسفند ۱۳۸۷ با شمارهٔ ثبت ۲۶۰۳۸ به‌عنوان یکی از آثار ملی ایران به ثبت رسیده است.